# Kanton Pont-sur-Yonne
Der Kanton Pont-sur-Yonne ist seit 1790 ein französischer Wahlkreis im Arrondissement Sens, im Département Yonne und in der Region Bourgogne-Franche-Comté; sein Hauptort ist Pont-sur-Yonne.

## Gemeinden
Der Kanton besteht aus zehn Gemeinden mit insgesamt 13.935 Einwohnern (Stand: 1. Januar 2022) auf einer Gesamtfläche von 110,95 km²:
| Gemeinde              | Einwohner 1. Januar 2022 | Fläche km² | Dichte Einw./km² | Code INSEE | Postleitzahl |
| --------------------- | ------------------------ | ---------- | ---------------- | ---------- | ------------ |
| Champigny             | 2.127                    | 21,28      | 100              | 89074      | 89340        |
| Chaumont              | 659                      | 8,64       | 76               | 89093      | 89340        |
| Courtois-sur-Yonne    | 783                      | 4,29       | 183              | 89127      | 89100        |
| Pont-sur-Yonne        | 3.357                    | 13,90      | 242              | 89309      | 89140        |
| Saint-Sérotin         | 597                      | 14,10      | 42               | 89369      | 89140        |
| Villeblevin           | 1.813                    | 7,36       | 246              | 89449      | 89340, 89720 |
| Villemanoche          | 671                      | 14,39      | 47               | 89456      | 89140        |
| Villenavotte          | 162                      | 2,22       | 73               | 89458      | 89140        |
| Villeneuve-la-Guyard  | 3.470                    | 16,62      | 209              | 89460      | 89340        |
| Villeperrot           | 296                      | 8,15       | 36               | 89465      | 89140        |
| Kanton Pont-sur-Yonne | 13.935                   | 110,95     | 126              | 8914       | –            |

Bis zur landesweiten Neuordnung der französischen Kantone im März 2015 gehörten zum Kanton Pont-sur-Yonne die 16 Gemeinden Champigny, Chaumont, Cuy, Évry, Gisy-les-Nobles, Lixy, Michery, Pont-sur-Yonne, Saint-Agnan, Saint-Sérotin, Villeblevin, Villemanoche, Villenavotte, Villeneuve-la-Guyard, Villeperrot und Villethierry. Sein Zuschnitt entsprach einer Fläche von 192,25 km2. Er besaß vor 2015 einen anderen INSEE-Code als heute, nämlich 8922.

## Bevölkerungsentwicklung
| Jahr                       | 1962 | 1968 | 1975 | 1982   | 1990   | 1999   | 2010   |
| Einwohner                  | 8806 | 8901 | 9586 | 10.902 | 14.134 | 15.352 | 17.643 |
| Quellen: Cassini und INSEE |      |      |      |        |        |        |        |